# The Prodigal Son (Nektar)
The Prodigal Son è il nono album in studio del gruppo musicale inglese Nektar, pubblicato nel 2001.

## Tracce
1. Terminus/Oh My – 9:05
2. Now – 6:11
3. I Can't Help You – 4:48
4. The Drinking Man's Wine – 5:50
5. Shangri-La – 5:30
6. Salt and Vinegar and Rhythm and Blues – 6:15
7. The Prodigal Son – 6:41
8. Be Tonight – 3:58
9. Day 9 – 5:17

## Formazione
- Roye Albrighton – chitarra, basso, voce
- Allan "Taff " Freeman – tastiera, cori
- Ray Hardwick – batteria, percussioni